# Željko Poljak
Željko Poljak (Cirquenizza, 29 aprile 1959) è un ex cestista e allenatore di pallacanestro jugoslavo, dal 1992 croato.

## Carriera
Con la Jugoslavia ha disputato due edizioni dei Campionati europei (1981, 1983).

## Palmarès

### Giocatore
- YUBA liga: 1

Spalato: 1987-88
- Campionato croato: 1

Cibona Zagabria: 1994-95
- Coppa di Croazia: 1

Cibona Zagabria: 1995

### Allenatore
- Coppa di Croazia: 1

Cedevita: 2012